# Samantha Smith
Samantha Reed Smith (Houlton, 29 giugno 1972 – Auburn, 25 agosto 1985) è stata un'attivista e attrice statunitense, divenuta famosa in piena guerra fredda negli USA, in Unione Sovietica e nel resto del mondo per aver scritto, nel 1982, una lettera all'allora segretario generale del Partito comunista sovietico Jurij Vladimirovič Andropov, in cui gli chiedeva d'evitare una guerra nucleare con gli Stati Uniti; da Andropov ricevette in risposta un invito a visitare l'Unione Sovietica.
La ragazzina accettò e durante tutto il viaggio fu circondata dall'attenzione dei media di entrambe le nazioni; dopo la visita in Unione Sovietica, la Smith s'occupò di promuovere la pace anche in Giappone, scrisse un libro e fece la propria apparizione in una serie televisiva. Nel corso della sua breve vita divenne nota negli Stati Uniti con l'appellativo di «più giovane ambasciatrice d'America» e in Unione Sovietica come «ambasciatrice di buona volontà».
Morì in un incidente aereo nel 1985.

## Biografia

### Primi anni
La Smith nacque il 29 giugno 1972 a Houlton, nello stato del Maine, e visse in quella città con i suoi genitori, Arthur e Jane. Amava l'hockey su prato, il pattinaggio sui pattini in linea, la lettura e la scienza; partecipò al torneo di softball della sua scuola. All'età di cinque anni scrisse una lettera alla regina Elisabetta II d'Inghilterra, dicendole che le piaceva molto. Nel 1980, quando aveva appena concluso il second grade, la sua famiglia si trasferì a Manchester, dove fu iscritta alla Manchester Middle School. Suo padre insegnava letteratura e scrittura creativa presso l'Università del Maine ad Augusta, e sua madre lavorava come assistente sociale presso il Maine Department of Human Services Augusta.
In seguito sua madre raccontò in che maniera si svolsero gli eventi: dopo l'ascesa al potere di Jurij Vladimirovič Andropov, la maggior parte dei quotidiani e delle riviste statunitensi pubblicò in copertina la sua foto e gli dedicarono molti articoli, in gran parte molto critici nei confronti della sua visione del potere e per la potenziale minaccia che avrebbe potuto rappresentare per il mondo. Questo periodo fu caratterizzato dallo svolgersi di massicce manifestazioni di protesta antinucleari in Europa e in America settentrionale, e il canale televisivo ABC aveva appena trasmesso il film The Day After - Il giorno dopo, che si rifaceva all'ipotesi d'una guerra nucleare; nel frattempo il presidente statunitense Ronald Reagan aveva abbandonato l'idea d'una politica di distensione e s'era mosso per schierare missili cruise e il missile Pershing II in Europa; inoltre, l'Unione Sovietica era coinvolta in una guerra in Afganistan già da tre anni, il che contribuì all'insorgere di nuove tensioni internazionali. In questo contesto preoccupante, lo sguardo di Samantha si posò su d'un articolo della rivista Time (molto probabilmente l'edizione del 22 novembre 1982): «Se la gente ha così tanta paura di lui,» chiese alla madre, «perché nessuno gli scrive una lettera per chiedergli se vuole o no una guerra?»; «Perché non tu?», fu la risposta di sua madre.

### Le lettere
Nel novembre 1982, quando la Smith frequentava il fifth grade, scrisse al segretario generale sovietico Jurij Andropov, nel tentativo di comprendere come mai le relazioni tra Unione Sovietica e Stati Uniti fossero così tese:
Caro Sig. Andropov,
mi chiamo Samantha Smith. E ho dieci anni. Congratulazioni per il vostro nuovo lavoro. Mi sono preoccupata a proposito di una possibile guerra nucleare tra Russia e Stati Uniti. State per votare per avere una guerra o no? Se non volete, ditemi per favore come farete per evitare che ci sia una guerra. A questa domanda potete non rispondere, ma mi piacerebbe sapere perché volete conquistare il mondo o almeno il nostro Paese. Dio ha creato il mondo per noi perché potessimo viverci insieme in pace, non per combatterci.
Sinceramente,

"Samantha Smith"
La sua lettera fu pubblicata sul giornale sovietico Pravda e il 25 aprile 1983 ricevette una risposta da Andropov:
Cara Samantha,
ho ricevuto la tua lettera, che somiglia a molte altre giuntami di recente dal tuo Paese e da altri Paesi di tutto il mondo.
Mi sembra — da ciò che posso leggere nella tua lettera — che tu sia una ragazzina coraggiosa ed onesta, simile a Becky, l'amica di Tom Sawyer nel famoso libro del tuo compatriota Mark Twain. Questo libro è molto conosciuto e amato nel nostro Paese da tutti i ragazzi e le ragazze.
Hai scritto che sei in ansia circa la possibilità che ci sia una guerra nucleare tra i nostri due Paesi. Ed hai chiesto se stiamo facendo niente per evitare che questa guerra scoppi.
La tua domanda è la più importante tra tutte quelle che ogni uomo pensante possa mai porre. Ti risponderò con assoluta serietà ed onestà.
Sì Samantha, noi nell'Unione Sovietica stiamo tentando di fare tutto il possibile perché non ci siano guerre sulla Terra. Questo è ciò che ogni uomo sovietico vuole. Ciò che il grande fondatore del nostro stato, Vladimir Lenin, ci insegnò.
Il popolo sovietico sa quale cosa terribile possa essere una guerra. Quarantadue anni fa, la Germania nazista, che mirava alla supremazia mondiale, attaccò il nostro Paese, bruciò e distrusse molte migliaia delle nostre città e villaggi, uccise milioni di uomini sovietici, donne e bambini.
In questa guerra, che terminò con la nostra vittoria, noi eravamo alleati con gli Stati Uniti: insieme lottammo per la liberazione di molte persone dagli invasori nazisti. Spero tu sia a conoscenza di tutto ciò grazie alle lezioni di storia della tua scuola. E oggi desideriamo ardentemente vivere in pace, commerciare e cooperare con tutti i nostri compagni di viaggio su questa Terra — che siano vicini o lontani. E certamente anche con un grande Paese come gli Stati Uniti d'America.
In America e nel nostro Paese ci sono armi nucleari — armi terribili che possono uccidere milioni di persone in un istante. Ma vogliamo che non vengano mai usate. Ed è precisamente questo il motivo per cui l'Unione Sovietica ha dichiarato solennemente al mondo intero che mai — mai — userà queste armi per prima contro qualsiasi altro Paese. In generale noi proponiamo di metter fine alla loro produzione e procedere all'abolizione di tutte le pile di stoccaggio sulla Terra.
Mi sembra che questa sia una risposta sufficiente alla tua seconda domanda: «perché volete fare la guerra al mondo intero o perlomeno al nostro Paese?». Noi non vogliamo nulla di tutto ciò. Nessuno nel nostro Paese — né i lavoratori o i contadini, gli scrittori o i dottori, né gli adulti o i bambini, né i membri del governo — desiderano una grande o "piccola" guerra.
Noi vogliamo la pace — abbiamo dell'altro da fare: far crescere il frumento, costruire e inventare, scrivere libri e volare nello spazio. Noi vogliamo la pace per noi stessi e per tutti i popoli del pianeta. Per i nostri figli e per te, Samantha.
Ti invito, se i tuoi genitori saranno d'accordo, a venire in visita nel nostro Paese, il momento migliore sarebbe questa estate. Scoprirai il nostro Paese, incontrerai i tuoi coetanei, visiterai un campo internazionale per bambini — Artek — sulla riva del mare. E vedrai con i tuoi occhi: nell'Unione Sovietica, ognuno è per la pace e l'amicizia tra i popoli.
Grazie per la tua lettera. Ti auguro tutto il meglio per la tua giovane vita.
"Y. Andropov"

### Successo mondiale
A questa storia seguì un circo mediatico, con la Smith intervistata da Ted Koppel e Johnny Carson, tra gli altri, e con segnalazioni notturne sulle maggiori emittenti statunitensi. Il 7 luglio 1983 Samantha prese un volo per Mosca con i suoi genitori per rimanere due settimane ospiti di Andropov; nel corso di questo viaggio visitò Mosca e Leningrado, e passò un po' di tempo ad Artek, il principale campo pionieristico sovietico nella città di Gurzuf, nella penisola della Crimea. Poiché Andropov era già seriamente malato, non si incontrarono di persona, ma parlarono per telefono. Smith scrisse nel suo libro che a Leningrado lei e i suoi genitori erano rimasti stupiti dall'amicizia della gente e dalla presenza di così tanta gente accorsa proprio per loro. Parlando a una conferenza stampa a Mosca, la Smith dichiarò che i russi erano «proprio come noi».
Ad Artek scelse di rimanere con i bambini sovietici piuttosto che prendere la sistemazione separata che le era stata offerta; per facilitarle la comunicazione, nella costruzione in cui la ragazzina alloggiava vennero collocati insegnanti e bambini in grado di parlare fluentemente l'inglese; rimanendo in un dormitorio con altre nove ragazze, la Smith passò il tempo nuotando, parlando e apprendendo canzoni e danze russe. Lì strinse molte amicizie, inclusa quella con Natasha Kashirina di Leningrado, che parlava un ottimo inglese. I media seguirono la giovane pacifista passo dopo passo: fotografie e articoli su di lei furono pubblicati dai principali giornali e riviste sovietici durante il suo viaggio e anche dopo; Samantha Smith si guadagnò un'ottima fama tra i cittadini sovietici e fu molto ben voluta da molti di loro.
Quando tornò negli Stati Uniti, il 22 luglio 1983, il suo arrivo fu celebrato dalla gente del Maine e la sua popolarità in patria continuò ad aumentare. Divenne un'attivista politica e pacifista, ospitata nel 1984 in uno speciale sulla politica per bambini voluto dalla Disney, in cui intervistò numerosi candidati alla presidenza delle elezioni politiche del 1984, tra cui George McGovern e Jesse Jackson; si recò in Giappone con sua madre, dove incontrò Yasuhiro Nakasone, il primo ministro del Giappone, e assistette al Simposio Internazionale della gioventù tenutosi a Kōbe: nel suo discorso in questo simposio suggerì che i capi di Stato sovietici e statunitensi si scambiassero le figlie maggiori per due settimane l'anno, argomentando che un presidente «non desidererebbe sganciare una bomba su d'un paese in cui è in visita la propria figlia».
In seguito, la Smith scrisse un libro intitolato Journey to the Soviet Union (Viaggio in Unione Sovietica) e fu anche attrice, recitando con Robert Wagner nella serie televisiva Lime Street. Benché molte persone negli Stati Uniti manifestassero sentimenti positivi nei suoi riguardi, una parte dei concittadini, tra cui molti emigranti sovietici degli anni 1930-1950, giudicarono negativamente i suoi viaggi, sostenendo che fosse stata semplicemente usata per fare propaganda; le attività di promozione della pace di Samantha e la sua amicizia con i sovietici furono aspramente criticate dai conservatori statunitensi e dagli anticomunisti; inoltre, la sua notorietà era considerata una mera seccatura da molti repubblicani e dall'amministrazione Reagan.

### Morte e funerali
Nell'estate del 1985, di ritorno dopo le riprese di Lime Street, l'aereo su cui la Smith viaggiava mancò di circa 200 metri la pista dell'aeroporto regionale Lewiston-Auburn di Auburn, nel Maine, schiantandosi al suolo; tutte le persone a bordo perirono nell'incidente: due membri d'equipaggio e sei passeggeri, tra i quali Samantha e suo padre. La morte della ragazza fece divampare aspre polemiche e varie supposizioni riguardo alla causa dell'incidente: alcune voci sospettarono un coinvolgimento della CIA, altre accusarono il KGB, sostenendo che la crescente popolarità della Smith avrebbe potuto influenzare alcune importanti decisioni politiche o militari in entrambi i paesi. Negli Stati Uniti venne aperta un'inchiesta e il rapporto ufficiale, che non provava quelle speculazioni, venne reso pubblico.
Secondo il rapporto ufficiale, l'incidente si verificò verso le ore 22:05 EDT; il punto d'impatto fu localizzato 1,6 km a sud-ovest dell'aeroporto di Auburn, a 44°02′22″N, 70°17′30″W; dal rapporto: «[l]'angolazione di volo relativamente ripida dell'aereo e l'assetto del velivolo (l'orientamento dell'aereo rispetto all'orizzonte, alla rotta, ecc.) e la sua velocità al momento dell'impatto, hanno precluso agli occupanti dell'aereo la possibilità di sopravvivere all'incidente»; il rapporto sosteneva che le avverse condizioni meteorologiche e l'oscurità, unite all'inesperienza dei piloti e a un guasto accidentale al radiorilevatore (radar) dell'aeroporto fossero le principali cause della tragedia; l'aereo era un Beechcraft 99 delle Linee aeree Bar Harbor.
Il lutto per la morte di Samantha Smith radunò una folla di circa 1 000 persone al suo funerale ad Augusta, tra i quali Vladimir Kulagin, dell'ambasciata sovietica a Washington, che lesse un messaggio personale di condoglianze da parte di Michail Gorbačëv. Tuttavia, nessun rappresentante del governo statunitense era presente. Lei e il padre furono sepolti vicino a Houlton, la città in cui era nata Samantha.

## Tributi

### URSS

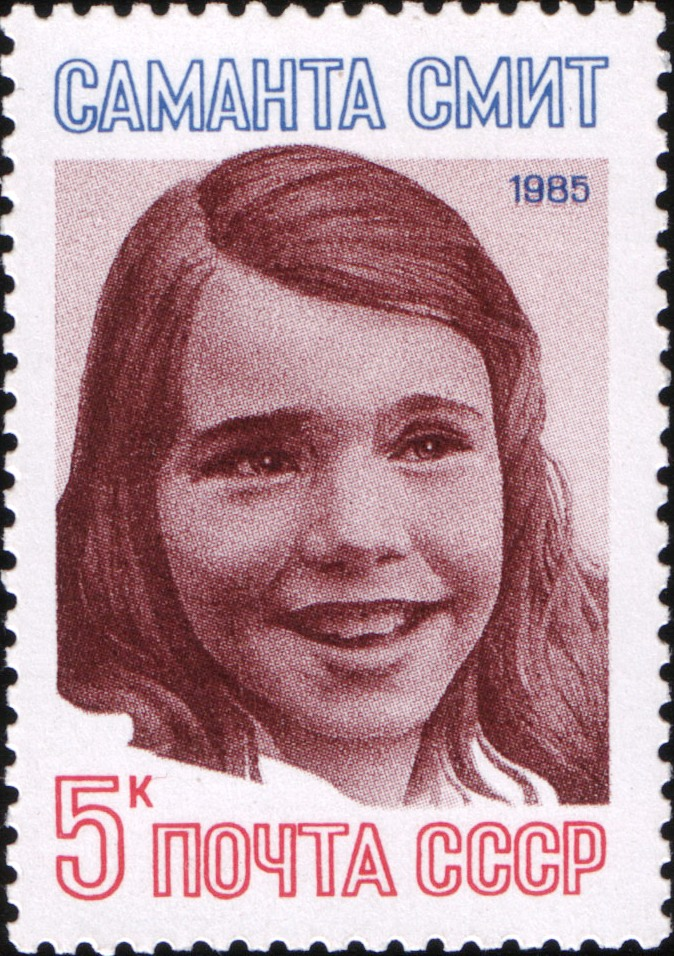
Il francobollo commemorativo dedicato a Samantha Smith dall'URSS nel 1985

Nel 1985 l'Unione Sovietica pubblicò un francobollo commemorativo con le sue sembianze; un diamante, una varietà di tulipani e di dalie, un vascello e una montagna presero il nome di Samantha Smith; a Mosca le venne eretto un monumento; anche il viale Samantha Smith (in russo аллея Саманты Смит?, alleja Samanty Smit) ad Artek fu chiamato così in suo onore, nel 1986; quando l'astronoma sovietica L.I. Černych scoprì l'asteroide 3147, l'Unione astronomica internazionale decise di battezzarlo 3147 Samantha: era il 28 febbraio 1987, poco più d'un anno dopo la sua morte.

### USA
Nell'ottobre 1985 la madre di Samantha fondò la Samantha Smith Foundation, che promosse scambi tra studenti degli Stati Uniti d'America e dell'Unione Sovietica, finché non cessò l'attività, nel 1995. 
Lo stato del Maine dedicò il primo lunedì di giugno di ogni anno alla memoria di Samantha Smith e fece costruire una statua con le fattezze di Samantha Smith tuttora visibile nei pressi del Maine State Museum di Augusta: statua che ritrae la ragazza mentre libera una colomba, con un cucciolo d'orso fermo ai suoi piedi; il cucciolo d'orso rappresenta sia il Maine sia la Russia.
Inoltre, una scuola elementare dello Stato di Washington ed un dormitorio dell'Università del Maine hanno ricevuto il suo nome.

### Federazione russa
Dopo il collasso dell'Unione Sovietica nel 1991, la larga copertura da parte dei media russi di tutti gli eventi collegati a Samantha Smith cessò. Nel 2003 il monumento costruito in suo onore a Mosca venne depredato da ladri di metallo. Tuttavia, alcune interviste con la madre, Jane Smith, furono pubblicate sui giornali russi nei primi anni 2000 e molte persone in Russia continuano a ricordarla con affetto; nel 2003 Valentin Vaulin, un pensionato di Voronež, costruì in suo onore un monumento senza alcun supporto governativo.

### Danimarca
Nel 1985 il compositore danese Per Nørgård scrisse il concerto per viola Remembering Child in memoria della Smith.

## Filmografia
- Baby Sitter (Charles in Charge) – serie TV, episodio 1x06 (1984)
- Lime Street – serie TV, 6 episodi (1985-1986)